# 面白アニメランド
『面白アニメランド』（おもしろアニメランド）は、1984年10月25日から1985年3月28日までテレビ東京・テレビ大阪で放送されていたIVSテレビ制作製作の情報バラエティ番組である。全19回。その後も1985年4月18日から同年6月27日まで『勝手に笑ってランド』（かってにわらってランド）と題して放送され続けた。放送時間はともに毎週木曜 20:00 - 20:54 （日本標準時）。

## 概要
『面白アニメランド』時代には毎回様々なテレビアニメを作品テーマごとに紹介し、それらにまつわる情報を伝えていた。稀に特撮ドラマを取り上げることもあった。元々は前番組『5夜連続シリーズ スーパーTV』で1984年8月に「思い出のマンガ名場面集」として放送されていたもので、それをレギュラー化する形でスタートした。
『勝手に笑ってランド』への改題後には毎回様々な情報を取り上げるようになり、アニメ関連の話題は番組冒頭でゲストが「私のお気に入り」として紹介する程度になった。

## 出演者

### 司会
- 山田邦子 - 「思い出のマンガ名場面集」から引き続き出演。
- 羽賀健二 - 「思い出のマンガ名場面集」に出演していた愛川欽也に替わって担当。

### レギュラー
- 桜金造
- 鈴木美司子

## スタッフ
- 構成：城戸口寛、喰始、安西一人
- ディレクター：後藤喜男、田中敏夫
- プロデューサー：河井昭、伊藤成人、伊藤輝夫
- 製作：IVSテレビ制作、テレビ東京

## サブタイトル
『面白アニメランド』時代のサブタイトルのみを掲載。
1. スポーツアニメ特集
2. マンガヒーロー総登場
3. 高感度少女アニメ特集
4. 宇宙少年・ロボ大集合
5. 動物アニメ特集
6. 妖怪アニメ特集
7. 忍者アニメ大集合
8. アニメ大賞ベスト40
9. 少女アニメ・冒険アニメ
10. ゴジラ大特集
11. 懐かしCMアニメ特集
12. 今公開!バレンタイン㊙攻撃法
13. ？[要説明]
14. ルパン三世 怪人特集
15. 全日本アニメそっくりさん
16. 素人アニメ
17. ？[要説明]
18. 人気マンガ最終回特集
19. 今夜決定!シャワーボーイ大会